# Distenia striaticollis
Distenia striaticollis es una especie de escarabajo longicornio del género Distenia, categorizada en la tribu Disteniini, de la orden Coleoptera. Fue descrita por Villiers en 1959.

## Descripción
Mide 17,5 mm de longitud.

## Distribución
Se distribuye por Brasil.